# Lycaena centralitaliae
Lycaena centralitaliae är en fjärilsart som beskrevs av Ruggero Verity 1946. Lycaena centralitaliae ingår i släktet Lycaena och familjen juvelvingar. Inga underarter finns listade i Catalogue of Life.